# 21236 Moneta
21236 Moneta este o planetă minoră (asteroid), cu un diametru de 2,871 km, din centura de asteroizi. A fost descoperită pe 20 noiembrie 1995 la Circolo Culturale Astronomico di Farra d'Isonzo⁠(d) de Circolo Culturale Astronomico di Farra d'Isonzo⁠(d) și a fost numită după Ernesto Teodoro Moneta. 
Obiectul prezintă o orbită caracterizată de o semiaxă mare de 2,5403762 UAi, o excentricitate de 0,09, o înclinație de 4,39816 ° în raport cu ecliptica.